# Julie Marie Vinter Hansen
Julie Marie Vinter Hansen (Copenhague, 20 de julho de 1890 – Mürren, Suíça, 27 de julho de 1960) foi uma astrônoma dinamarquesa.